# Hybomitra frenchii
Hybomitra frenchii är en tvåvingeart som först beskrevs av Marten 1883.  Hybomitra frenchii ingår i släktet Hybomitra och familjen bromsar. Inga underarter finns listade i Catalogue of Life.